# Polezjan
Polezjan (bulgariska: Полежан) är ett berg i Bulgarien.   Det ligger i regionen Blagoevgrad, i den sydvästra delen av landet, 110 km söder om huvudstaden Sofia. Toppen på Polezjan är 2 851 meter över havet, eller 539 meter över den omgivande terrängen. Bredden vid basen är 7,0 km. Polezjan ingår i Pirin.
Terrängen runt Polezjan är bergig åt nordost, men åt sydväst är den kuperad. Närmaste större samhälle är Bansko, 12,6 km norr om Polezjan.
Trakten runt Polezjan består i huvudsak av gräsmarker. Runt Polezjan är det ganska tätbefolkat, med 70 invånare per kvadratkilometer.